# 關西塗料
關西塗料有限公司，又稱関西塗料，以及關西塗料（日语：及「かんさいペイント」，東證1部：4613），於1918年(大正7年)5月17日，由玉水弘於尼崎市西宮町設立。
主要業務為日本和全球經營研發和銷售塗料，業務範圍涉及汽車塗料、工業塗料、建築塗料、船舶塗料、防蝕塗料、以及新事業研究開發(包括生物及電子材料相關產品)。
總部位於日本大阪市中央区今橋二丁目6番14号。

## 歷史
1918年 - 在日本大阪成立
1929年 - 開設上海及台灣分社
1940年 - 開設上海工場
1949年 - 正式於大阪、東京和神戶三個股票交易所上市
1950年 - 位於大阪的總公司大樓竣工
1951年 - 在東京開設研究所
1958年 - 於尼崎工場設立靜電塗裝研究室
1960年 - 日本神奈川縣平塚工場竣工
1961年 - 名古屋工場竣工
1965年 - 中央研究所竣工(日本神奈川縣平塚市)
1971年 - 日本栃木縣鹿沼市工場竣工
1972年 - 開設色彩中心
1974年 - 成立関西塗料香港分公司
1987年 - 成立關西塗料美國分公司
1989年 - 塗裝技術中心竣工(日本神奈川縣平塚市)
1990年 - 在美國成立Du Pont-Kansai Automotive Coatings Inc.
1990年 - 成立關西塗料歐洲分公司
1994年 - 開設關西塗料汽車修補漆中心(日本神奈川縣平塚市)
1998年 - 開設關西塗料西日本汽車修補漆中心(日本兵庫縣尼崎市)
2001年 - 成立船舶塗料公司NOF KANSAI Marine Coatings Co.,Ltd.
2004年 - 在美國、加拿大、墨西哥、英國成立PPG關西塗料汽車塗料公司
2008年 - 位於大阪的總公司新事務所竣工並遷移
2011年 - 收購南非Freeworld Coatings公司
2012年 - 成立中遠關西塗料化工(上海)有限公司
2013年 - 成為全球首個曼聯指定塗料贊助商
2015年 - 成立日本電力塗料製造有限公司
2017年 - 收購歐洲知名塗料企業Helios集團

## 連結
- 関西ペイント株式会社 （页面存档备份，存于）
- 香港関西塗料有限公司 （页面存档备份，存于）